# Burg Roggenbach
Die Burg Roggenbach, auch Weißenburg genannt, ist die Ruine einer Höhenburg auf einem 675 m ü. NN hohen Bergrücken, 400 Meter entfernt von der Ruine der Burg Steinegg bei Wittlekofen gelegen, einem Stadtteil von Bonndorf, im Landkreis Waldshut in Baden-Württemberg.

## Geschichte
Die vor 1100 von den Grafen von Nellenburg erbaute Burg wurde erstmals 1288 bei einem Verkauf genannt. Die Ruine besteht aus zwei Anlagen, die zwei Türme aufweisen. Diese Türme gehörten zeitweise verschiedenen Ritterfamilien, daher wird der heute besteigbare Turm Grüningen genannt, der andere Turm auch Weissenburg, nach der gleichnamigen Stammburg der Freiherren von Krenkingen im Klettgau bei Weisweil (Weißenburg). Johann von Krenkingen-Weißenburg benutzte die Burg als Basis für Raubzüge in das Gebiet des Klosters St. Blasien und wurde dafür vom Basler Konzil mit dem Kirchenbann belegt. Wolf von Lichtenstein, der wohl nach dem Tod Henmans von Hauenstein und dessen Ehefrau Else Sweininger (von Lichtenstein) an Teile deren einstigen Besitzungen gelangte, kaufte 1436 und 1437 "Schloss und Veste Roggenbach" sowie die Vogtei zu Riedern am Wald. Verheiratet war er mit Küngold von Randeck im Ries, Tochter des Heinrich von Randeck. Letztlich wurde die Burg 1438 durch österreichische Truppen unter Werner von Staufen zerstört, aber 1443 durch den Sohn Johanns wieder teilweise aufgebaut. Bereits 1482 beim Verkauf an die Grafen von Lupfen wurde sie jedoch nur noch als Burgstall benannt. 1525 im Bauernkrieg wurden verbliebene Ökonomiegebäude, wie auch die benachbarte Burg Steinegg, endgültig zerstört.

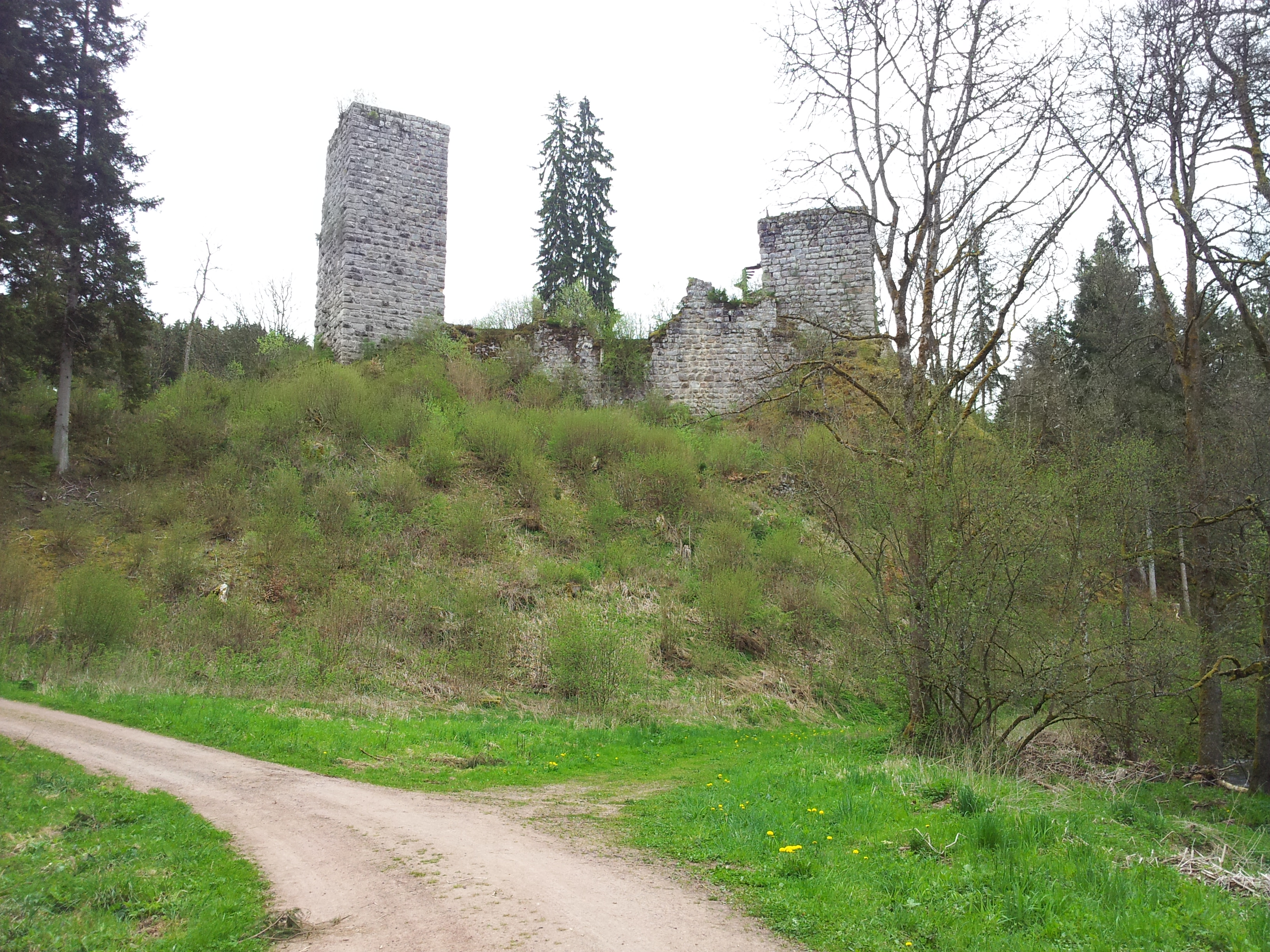
Burgruine Roggenbach

Nachdem das Geschlecht der Grafen von Lupfen 1582 in männlicher Linie erlosch, erbten die Pappenheimer auch Burgstall und Herrschaft Roggenbach. 1609 verkauften die Pappenheimer beides an das Kloster St. Blasien, das bis zur Säkularisation 1806 Eigentümer blieb.
Die ehemalige Burganlage zeigt noch Reste der Grundmauern der Wohngebäude, des nördlichen Bergfrieds, Reste einer Trennungmauer und Reste des noch besteigbaren südlichen Bergfrieds.

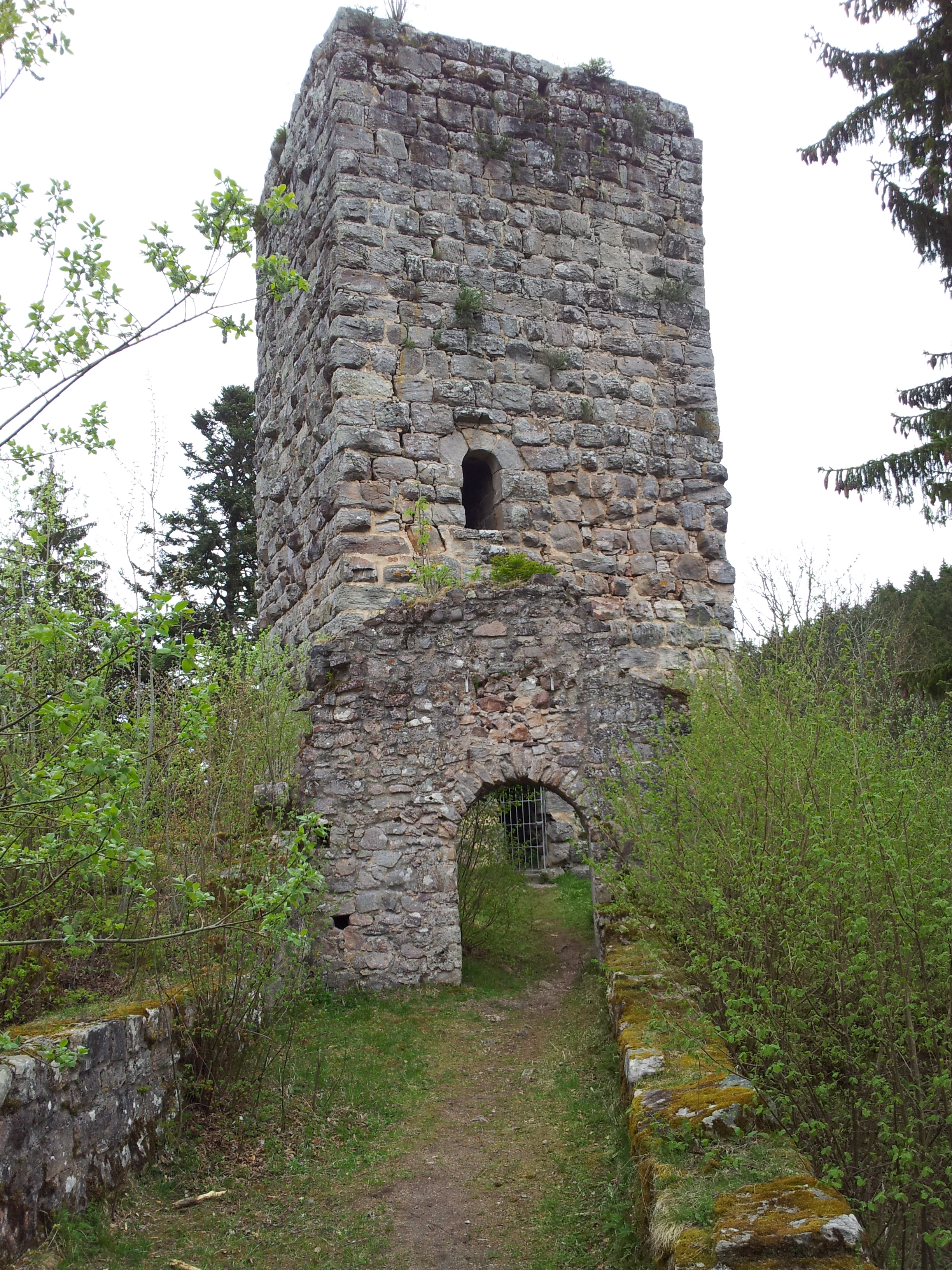
Weissenburg Turm

Ein Zusammenhang zwischen den Freiherren von Roggenbach und der Burg Roggenbach ist urkundlich nicht erwiesen. Er wurde in älterer Literatur oft angenommen, wird aber von neuerer Literatur ausgeschlossen. Stattdessen wird die abgegangene Burg Roggenbach in Unterkirnach als deren Stammsitz angesehen.